# Fortunate Son
Fortunate Son – piosenka zespołu Creedence Clearwater Revival, pochodząca z ich albumu Willy and the Poor Boys z 1969 roku. Jest jedną z najbardziej znanych i charakterystycznych piosenek wykonywanych przez ten zespół. Doczekała się wielu adaptacji.
W 2004 roku utwór został sklasyfikowany na 99. miejscu listy 500 utworów wszech czasów magazynu Rolling Stone.

## Historia utworu
John Fogerty powiedział, że piosenka została pośrednio zainspirowana przez Davida Eisenhowera, wnuka 34. prezydenta USA Dwighta Davida Eisenhowera, który poślubił Julie Nixon, córkę 37. prezydenta USA Richarda Nixona w 1968 roku (wnuk Eisenhowera wstąpił później do wojska w rezerwach marynarki wojennej USA).
Piosenka ta była niezwykle popularna podczas wojny wietnamskiej i została wykorzystana w wielu filmach i grach komputerowych o tym temacie. Symbolizuje myśli człowieka, który jest powołany do wojska wbrew swojej woli. Głośno wyraża swój sprzeciw wobec wojny w Wietnamie z punktu żołnierza, który w tych walkach uczestniczył.
31 grudnia 1999 roku na schodach przed pomnikiem Lincolna John Fogerty wykonał tę piosenkę na antenie narodowej telewizji amerykańskiej przed milionami widzów oraz ówczesnym prezydentem USA Billem Clintonem.

## Listy przebojów
| Kraj | Lista   | Pozycja | Źr.    |
| ---- | ------- | ------- | ------ |
| US   | Hot 100 | 14      | [ 12 ] |